# Cornelis de Waard
Cornelis de Waard  (* 19. August 1879 in Bergen op Zoom; † 6. Mai 1963 in Vlissingen) war ein niederländischer Lehrer und Mathematikhistoriker.
De Waard studierte Mathematik und Physik in Amsterdam und war danach Lehrer in Den Haag, Winschoten und 1909 bis zum Ruhestand 1944 in Vlissingen.
Er gab 8 Bände der Korrespondenz von Marin Mersenne heraus. Er befasste sich besonders mit Mathematikern der ersten Hälfte des 17. Jahrhunderts wie René Descartes, Pierre de Fermat, Gilles Personne de Roberval, Blaise Pascal, Girard Desargues. Er veröffentlichte Dokumente zu Pascal und das Tagebuch von Isaac Beeckman (ab 1939).